# Coppa del Mondo di tuffi 2010
La Coppa del Mondo di tuffi 2010 (ufficialmente 2010 FINA Diving World Cup) è stata la XVII edizione della competizione sportiva internazionale di tuffi organizzata dalla Federazione internazionale del nuoto (FINA). Si è disputata dal 2 al 6 giugno 2010 a Changzhou in Cina.
Alla competizione hanno partecipato 138 atleti in rappresentanza di venticinque paesi.

## Paesi partecipanti
Tra parentesi, il numero di atleti partecipanti.
 Australia (8)

 Austria (1)

 Bielorussia (2)

 Brasile (4)

 Canada (8)

 Cina (12)

 Taipei cinese (1)

 Colombia (4)

 Cuba (4)

 Francia (4)

 Germania (8)

 Gran Bretagna (10)

 Grecia (3)

 Iran (5)

 Italia (2)

 Malaysia (8)

 Messico (10)

 Nuova Zelanda (1)

 Russia (13)

 Corea del Sud (8)

 Spagna (1)

 Svezia (3)

 Thailandia (2)

 Ucraina (4)

 Stati Uniti (12)

## Calendario
| ● | Cerimonia d'apertura | ● | Finali | ● | Cerimonia di chiusura |

| Giugno    | 2 | 3 | 4 | 5 | 6 | T |
| --------- | - | - | - | - | - | - |
| Ceremonie | ● |   |   |   | ● |   |
| Tuffi     | ● | ● | ● | ● | ● | 9 |
| Finali    | 1 | 2 | 2 | 2 | 2 | 9 |

## Podi

### Misto
| Evento                | Oro                                      | Perform. | Argento                  | Perform. | Bronzo                                 | Perform. |
| Team event (dettagli) | Stati Uniti David Boudia Haley Ishimatsu | 455,36   | Cina Luo Yutong Wang Hao | 442,60   | Russia Il'ja Zacharov Julija Koltunova | 422,90   |

### Uomini
| Evento                     | Oro                         | Perform. | Argento                                | Perform. | Bronzo                               | Perform. |
| Tuffi individuali          |                             |          |                                        |          |                                      |          |
| Trampolino 3m (dettagli)   | He Chong                    | 546,55   | Qin Kai                                | 522,35   | Evgenij Kuznecov                     | 501,85   |
| Piattaforma 10m (dettagli) | Matthew Mitcham             | 562,80   | Huo Liang                              | 555,40   | Qiu Bo                               | 554,70   |
| Tuffi sincronizzati        |                             |          |                                        |          |                                      |          |
| Trampolino 3m (dettagli)   | Cina Luo Yutong Qin Kai     | 460,62   | Stati Uniti Troy Dumais Kristian Ipsen | 440,01   | Ucraina Illja Kvaša Oleksij Pryhorov | 432,30   |
| Piattaforma 10m (dettagli) | Cina Cao Yuan Zhang Yanquan | 500,46   | Russia Viktor Minibaev Il'ja Zacharov  | 492,90   | Cuba José Guerra Jeinkler Aguirre    | 462,60   |

### Donne
| Evento                     | Oro                       | Perform. | Argento                                          | Perform. | Bronzo                                  | Perform. |
| Tuffi individuali          |                           |          |                                                  |          |                                         |          |
| Trampolino 3m (dettagli)   | He Zi                     | 395,55   | Wu Minxia                                        | 371,05   | Paola Espinosa                          | 367,80   |
| Piattaforma 10m (dettagli) | Hu Yadan                  | 452,80   | Chen Ruolin                                      | 437,20   | Melissa Wu                              | 347,30   |
| Tuffi sincronizzati        |                           |          |                                                  |          |                                         |          |
| Trampolino 3m (dettagli)   | Cina He Zi Wu Minxia      | 354,90   | Russia Svetlana Filippova Anastasija Pozdnjakova | 323,52   | Canada Jennifer Abel Émilie Heymans     | 322,50   |
| Piattaforma 10m (dettagli) | Cina Chen Ruolin Wang Hao | 349.56   | Australia Alexandra Croak Melissa Wu             | 331,56   | Canada Meaghan Benfeito Roseline Filion | 322,89   |

## Medagliere
| Posizione | Paese       | Oro | Argento | Bronzo | Totale |
| --------- | ----------- | --- | ------- | ------ | ------ |
| 1         | Cina        | 7   | 5       | 1      | 13     |
| 2         | Australia   | 1   | 1       | 1      | 3      |
| 3         | Stati Uniti | 1   | 1       | 0      | 2      |
| 4         | Russia      | 0   | 2       | 2      | 4      |
| 5         | Canada      | 0   | 0       | 2      | 2      |
| 6         | Cuba        | 0   | 0       | 1      | 1      |
| 7         | Messico     | 0   | 0       | 1      | 1      |
| 7         | Ucraina     | 0   | 0       | 1      | 1      |
| Totale    | Totale      | 9   | 9       | 9      | 27     |